# Thectocercus acuticaudatus
El calancate común, perico de corona azul o aratinga cabeciazul (Thectocercus acuticaudatus) es el único miembro del género monotípico Thectocercus. Está ampliamente distribuido por Sudamérica, habitando de forma disjunta desde el mar Caribe hasta el norte de la Patagonia argentina.

## Descripción
Mide aproximadamente 37 cm de largo y pesa entre 140 y 190 g. Tienen desarrolladas las mismas particularidades comunes a los miembros del género Aratinga (en el cual estaba incluido hasta el año 2013), incluyendo plumaje verde, largas colas, anillos blancos oculares (perioftálmicos). 
Son predominantemente verdes, con coloración azulada en parte de la cabeza, corona, mejillas, y orejas. Las plumas del pecho puede estar teñida de azul, pero es más común que sea verde a verde amarillento. Las plumas de la cola son verdes al final, marrones a rojo pardo en el envés. Sus patas son rosado pardas con uñas gris pardas. La mandíbula superioe es coloreada, con puntos grises negruzcos. Y la mandíbula inferior lo está en los jóvenes, llegando a gris negruzco al segundo año de vida. Algunas subespecies retienen la coloración inferior de la mandíbula hasta la adultez.
Subespecies
Presenta numerosas subespecies. En Venezuela se encuentra la subespecie Thectocercus acuticaudatus neoxena(Cory 1909) que es un endemismo de la isla de Margarita.
Thectocercus acuaticaudatus acuaticaudatus (Viellot 1818)
Thectocercus acuaticaudatus haemorrhous (Spix 1824)
Thectocercus acuaticaudatus koenigi(Arndt 1995)
Thectocercus acuaticaudatus neumanni (Blake and Taylor 1947

## Particularidades
"Paulie" el protagonista de la película homónima de 1998, es un ejemplar de esta especie de ave.

## Principales amenazas
Es cazado para usarlo como mascota. 
Se calcula que anualmente se extrae el 80% de los pichones y los procedimientos de captura implican 
la muerte de varios de estos. 
Adicionalmente, el animal no parece ser muy resistente al cautiverio y muere con facilidad por el trato inadecuado que recibe y el estrés generado durante su traslado.